# Actian
Actian è una società di informatica fondata nel 1980 con sede in California (USA) nata da una lunga serie di acquisizioni.
Quando fu fondata da Michael Stonebraker, Eugene Wong e Lawrence A. Rowe nel 1980 si chiamava Relational Technology, Incorporated (RTI)
Nel 1989 cambia nome in Ingres Corporation.
Attualmente offre la piattaforma Actian Analytics Platform in versione Extreme Edition, Hadoop SQL Edition e Cloud Editon, L'Actian Relational Database Ingres, l'Actian Object Database Solutions: Versant, l'Actian Embeddable Database e l'Actian RAD Studio .